# Quercus oleoides
 (mars 2025).
La mise en forme du texte ne suit pas les recommandations de Wikipédia : il faut le « wikifier ».
Les points d'amélioration suivants sont les cas les plus fréquents. Le détail des points à revoir est peut-être précisé sur la page de discussion.
- Les titres sont pré-formatés par le logiciel. Ils ne sont ni en capitales, ni en gras.
- Le texte ne doit pas être écrit en capitales (les noms de famille non plus), ni en gras, ni en italique, ni en « petit »…
- Le gras n'est utilisé que pour surligner le titre de l'article dans l'introduction, une seule fois.
- L'italique est rarement utilisé : mots en langue étrangère, titres d'œuvres, noms de bateaux, etc.
- Les citations ne sont pas en italique mais en corps de texte normal. Elles sont entourées par des guillemets français : « et ».
- Les listes à puces sont à éviter, des paragraphes rédigés étant largement préférés. Les tableaux sont à réserver à la présentation de données structurées (résultats, etc.).
- Les appels de note de bas de page (petits chiffres en exposant, introduits par l'outil «  Source ») sont à placer entre la fin de phrase et le point final[comme ça].
- Les liens internes (vers d'autres articles de Wikipédia) sont à choisir avec parcimonie. Créez des liens vers des articles approfondissant le sujet. Les termes génériques sans rapport avec le sujet sont à éviter, ainsi que les répétitions de liens vers un même terme.
- Les liens externes sont à placer uniquement dans une section « Liens externes », à la fin de l'article. Ces liens sont à choisir avec parcimonie suivant les règles définies. Si un lien sert de source à l'article, son insertion dans le texte est à faire par les notes de bas de page.
- La présentation des références doit suivre les conventions bibliographiques. Il est recommandé d'utiliser les modèles {{Ouvrage}}, {{Chapitre}}, {{Article}}, {{Lien web}} et/ou {{Bibliographie}}. Le mode d'édition visuel peut mettre en forme automatiquement les références.
- Insérer une infobox (cadre d'informations à droite) n'est pas obligatoire pour parachever la mise en page.

Pour une aide détaillée, merci de consulter Aide:Wikification.
Si vous pensez que ces points ont été résolus, vous pouvez retirer ce bandeau et améliorer la mise en forme d'un autre article.
Quercus oleoides, dont les noms communs espagnols sont encina ou encino, est une espèce de chêne méso-américain de la section des chênes vivants du sud du genre Quercus. Il pousse dans les forêts sèches et les pâturages de l'est et du sud du Mexique et d'une grande partie de l'Amérique centrale, de la province de Guanacaste au Costa Rica jusqu'à l'État de Tamaulipas au nord-est du Mexique.
Quercus oleoides est un arbre à croissance lente, atteignant 8 à 15 mètres de hauteur. Ses feuilles gris pâle sont persistantes, épaisses, dures, longues de 4 à 11 centimètres et larges de 2 à 5 cm, oblongues ou elliptiques. Il fleurit de décembre à mai, avec des chatons mâles faisant 3 à 4mm de long et des chatons femelles qui font 3 à 30mm de long, contenant une à six fleurs, chacune d'environ 7 mm de longueur.
Son bois extrêmement lourd aux grains entrecroisés est blanc dans l'aubier et brun dans le bois de cœur.